# Neoepiscardia cyclivalva
Neoepiscardia cyclivalva är en fjärilsart som beskrevs av László Anthony Gozmány. Neoepiscardia cyclivalva ingår i släktet Neoepiscardia och familjen äkta malar. Inga underarter finns listade i Catalogue of Life.